# シャンティシリーズ
シャンティシリーズ（Shantae）は、米国のWayForward Technologiesが開発したコンピュータゲームのシリーズ。
ローカライズされた日本版の公式サイトでの表記はシャンティだが、原語の表記及び発音はシャンテイあるいはシャンテーに近い。
日本国内でのローカライズはオーイズミ・アミュージオ（旧社名：インターグロー）により行われている。

## 概要
ジーニーを母に持つ少女・シャンティの冒険を描いたアクションアドベンチャーゲーム。基本システムは『ゼルダの伝説』や『メトロイド』に近いものとなっており、新たな能力を得たり、各フィールド内の謎解きや町での情報収集も行うことで進行する。
基本的には主人公であるシャンティが、ポニーテールの髪をしならせて攻撃したり、ベリーダンスを踊ることで魔法を使ったり精霊を呼び出したり、作品によっては変身することで難関を乗り越え行く。第3作目である『シャンティ -海賊の呪い-』では例外的に、シャンティがジーニーとしての力を失っているため、代わりに海賊たちから武器を奪って自分のものにしていく形でゲームを進めていくこととなる。
『シャンティ -海賊の呪い-』の開発者であるマット・ボゾンは、「自分は日本のアニメや漫画を見て育ってきたため、シャンティシリーズ自体にも日本的な要素が多く含まれている」と話しており、『シャンティ -海賊の呪い-』では日本的な要素を強めるべく、たまたまシャンティのファンアートを投稿していた日本人イラストレーター・矢部誠（KOU）を採用したという経緯を持つ。さらに第5作目となる『Seven Sirens』（シャンティと7人のセイレーン）においてはOPのアニメーションの制作にあたり日本のアニメ会社であるトリガーを起用している。

### 歴史
第1作である『シャンティ』は2002年にカプコンUSAからゲームボーイカラー用ソフトとして発売。第2作目である『シャンティ -リスキィ・ブーツの逆襲-』は開発元のWayForward Technologiesが発売元となり、2010年にニンテンドーDSi用ソフトとして配信された。
第3作目である『シャンティ -海賊の呪い-』は、2014年に3DS/Wii U用ソフトとして北米で発売された。
マット・ボゾンは第1作発売時の状況について、「『シャンティ』は『ロックマン』のような雰囲気を持つため、カプコンUSAが発売してくれたのだろう」と振り返っている。『シャンティ』の後、ゲームボーイアドバンス用ソフトとして続編の『Shantae Advance: Risky Revolution』の開発が行われていたが、パブリッシャー側の都合でお蔵入りとなった。その後、2024年に、Steam/PlayStation 5/PlayStation 4/Nintendo Switch用ソフトとして発売予定となっている。
『シャンティ リスキィ・ブーツの逆襲』はその後スマートフォン向けアプリとして『シャンティ リスキーの復讐』という邦題で配信された。また、2014年7月に"Shantae: Risky's Revenge Director's Cut"のタイトルでPC版がDL販売プラットフォームSteamで配信され、2015年4月には第3作目である『シャンティ -海賊の呪い-』も配信、日本では2015年11月19日に3DS用ソフトウェアとして発売された。『シャンティ -海賊の呪い-』は3D立体視にも対応している。2018年10月25日にはNntendoSwitch版が配信された。
第4作目である『シャンティ:ハーフ・ジーニー ヒーロー』はkickstarterを通じた制作資金集めに成功し、数年の制作を経て、2016年12月にマルチプラットフォームで発売された。こちらはSteam版において日本語ローカライズされているが所々怪しい部分が存在する。また、前作同様に日本のコンシューマゲーム向けの「アルティメット・エディション」を制作・発売。DLCの要素も一括して収録している他、外部依頼による日本語ローカライズの再構成が行われている。

## シリーズ作品
| タイトル                                                                | 発売地域           | 対応機種                                | 発売・配信開始日   |
| ----------------------------------------------------------------------- | ------------------ | --------------------------------------- | ------------------ |
| シャンティ                                                              | アメリカ合衆国の旗 | GBC                                     | 2002年6月2日       |
| シャンティ                                                              | 世界               | 3DS (VC)                                | 2013年7月18日      |
| シャンティ                                                              | 世界               | Switch                                  | 2021年4月22日      |
| シャンティ                                                              | アメリカ合衆国の旗 | GBC (復刻版)                            | 2021年5月下旬      |
| シャンティ                                                              | 世界               | PS4、PS5                                | 2023年6月2日       |
| シャンティ                                                              | 日本の旗           | PS5、Switch                             | 2025年予定         |
| シャンティ -リスキィ・ブーツの逆襲- シャンティ リスキーの復讐（iOS）[7] | アメリカ合衆国の旗 | DSiWare                                 | 2010年10月4日      |
| シャンティ -リスキィ・ブーツの逆襲- シャンティ リスキーの復讐（iOS）[7] | アメリカ合衆国の旗 | PS4                                     | 2015年6月23日      |
| シャンティ -リスキィ・ブーツの逆襲- シャンティ リスキーの復讐（iOS）[7] | アメリカ合衆国の旗 | Wii U                                   | 2016年3月24日      |
| シャンティ -リスキィ・ブーツの逆襲- シャンティ リスキーの復讐（iOS）[7] | 世界               | iOS                                     | 2011年10月27日     |
| シャンティ -リスキィ・ブーツの逆襲- シャンティ リスキーの復讐（iOS）[7] | 世界               | PC                                      | 2014年7月15日      |
| シャンティ -リスキィ・ブーツの逆襲- シャンティ リスキーの復讐（iOS）[7] | 日本の旗           | PS4、Wii U[8]                           | 2016年8月31日      |
| シャンティ -リスキィ・ブーツの逆襲- シャンティ リスキーの復讐（iOS）[7] | 日本の旗           | Xbox One                                | 2020年10月15日[9]  |
| シャンティ -海賊の呪い-                                                 | アメリカ合衆国の旗 | 3DS                                     | 2014年10月23日     |
| シャンティ -海賊の呪い-                                                 | アメリカ合衆国の旗 | Wii U                                   | 2014年12月25日     |
| シャンティ -海賊の呪い-                                                 | アメリカ合衆国の旗 | PS4                                     | 2016年4月19日      |
| シャンティ -海賊の呪い-                                                 | 世界               | PC                                      | 2015年4月23日      |
| シャンティ -海賊の呪い-                                                 | 世界               | Xbox One                                | 2016年3月16日      |
| シャンティ -海賊の呪い-                                                 | 世界               | Switch                                  | 2018年3月20日      |
| シャンティ -海賊の呪い-                                                 | 日本の旗           | 3DS                                     | 2015年11月19日     |
| シャンティ -海賊の呪い-                                                 | 日本の旗           | Xbox One                                | 2016年3月16日[10]  |
| シャンティ -海賊の呪い-                                                 | 日本の旗           | PS4、Wii U                              | 2016年9月7日       |
| シャンティ -海賊の呪い-                                                 | 日本の旗           | Switch                                  | 2018年10月25日     |
| シャンティ:ハーフ・ジーニー ヒーロー                                    | アメリカ合衆国の旗 | PS4、PS Vita、 Wii U                    | 2016年12月20日[11] |
| シャンティ:ハーフ・ジーニー ヒーロー                                    | 世界               | PC、Xbox One                            | 2016年12月20日[11] |
| シャンティ:ハーフ・ジーニー ヒーロー                                    | 世界               | Switch                                  | 2017年6月8日       |
| シャンティ:ハーフ・ジーニー ヒーロー                                    | 日本の旗           | Xbox One                                | 2016年12月20日[12] |
| シャンティ:ハーフ・ジーニー ヒーロー                                    | 日本の旗           | PS4、Switch                             | 2018年5月31日      |
| シャンティと7人のセイレーン[13][14]                                     | アメリカ合衆国の旗 | PC、Xbox One、Switch、PS4、Apple Arcade | 2020年5月28日      |
| シャンティと7人のセイレーン[13][14]                                     | 日本の旗           | Xbox One                                | 2020年5月28日[15]  |
| シャンティと7人のセイレーン[13][14]                                     | 日本の旗           | PS4、Switch                             | 2020年10月29日     |

## 登場人物
シャンティ（Shantae）
本シリーズの主人公、16歳。母はジーニーで、父は人間のハーフジーニーの少女。
ジーニーとしての性質を受け継ぎ、ベリーダンスを踊って精霊を召喚したり、魔法を発動させたり、変身する力を持っている。ゲームにおいて、ジーニーレルムを通じて変身能力を強化していく。
『リスキーの復讐』で魔法のランプを巡ってリスキー・ブーツと死闘を繰り広げた結果、魔力を失ってしまい、『海賊の呪い』では普通の人間になってしまっている。その後どうにか能力を取り戻してはいるが、魔力を奪われたことが大きなショックとして残っており、『1/2 Genie Hero』では立ち直りの最中となっている。
リスキィ・ブーツ（Risky Boots）
シャンティのライバルで、ティンカーバット軍団と呼ばれる海賊団を率いている女船長。"Shantae"と『リスキーの復讐』ではシャンティと敵対するが、『海賊の呪い』では彼女に協力している。
ティンカーバット（Tinkerbats）
リスキィ・ブーツの忠実なる僕。言葉は発せないがリスキィのためにあらゆる雑務をこなす。パイレーツマスターの影響が強くなると、異形化して「カクルバット」になってしまう。
ミミックおじさん（Mimic）
シャンティの育ての親にして協力者である遺跡探検家。
ボロ（Bolo）
シャンティの幼馴染である青年。『海賊の呪い』では普通の人間になってしまったシャンティのトレーニングに付き合った。
スカイ（Sky）
シャンティの親友である、ウォーバードトレーナー。
『海賊の呪い』では両親が登場している。
レンチ（Wrench）
スカイの相棒である鳥。その名の通り、ネジを締めるためのレンチとして使われることも。
『1/2 Genie Hero』では巨大化し、シャンティを乗せて各地へ飛ぶステージ選択の手段として使われている。
ロッティ・トップス（Rottytops）
シャンティの脳みそを狙うゾンビの少女。緑の体色をしておりビキニタンクトップを着用している。ゾンビゆえに体のパーツを自在に外したりくっつけたりする事が出来る。走りに自信があるため、『無印』ではシャンティにレース勝負を仕掛けてくる。
アブナー＆ポー
ロッティの兄達。
町長
スカットル・タウンの町長。スカットル・タウンで何か事件が起こる度にシャンティをスカットル・タウンの護衛から解雇させるが、事件終息後には再雇用させるというパターンを繰り返す。
スクイッド・バロン（Squid Baron）
ワープスクイッドと呼ばれる赤い蛸のような姿をした種族の親玉で、シークインランドの有力者の一人である。『リスキーの復讐』でシャンティと対決したが、『海賊の呪い』では中ボスと言う自らの立ち位置に悩んでいる。子供がいる。
アモ・バロン（Ammo Baron）
圧倒的な軍事力を持つサイクロプスの海賊。『リスキーの復讐』でシャンティと対決し、『海賊の呪い』ではスカットル・タウンを占拠して町を改造すべく戦車で乗り込む騒ぎを起こしたが、結局シャンティの魔力が戻ったとき、改造されたスカットル・タウンは元に戻って「これまでの努力がムダになった!」と嘆いたところでシャンティに追い出された。『1/2 Genie Hero』では、マジックカーペットレースが開催されているとき、選手たちから魔法の絨毯を強奪して「空飛ぶ軍服」を裁縫していて、シャンティと戦ったが結局負けた。
トゥイッチ＆ヴィネガー（Twitch & Vinegar）
アモ・バロンの部下の二人組の少女達。トゥイッチは眼鏡をかけている。
『海賊の呪い』ではある島に休暇に来たが水遊びしようとしても池に水が一滴も無くて困っている。終盤でパイレーツ・マスター戦で、シャンティの援護のためスカットル・タウンで砲手として協力している。
『1/2 Genie Hero』ではワニステーキ肉とレース場チケットの交換をシャンティに持ちかける。
レース場で戦闘機に乗ってレーサー達からマジックカーペットを強奪しようとするが、シャンティに墜落させられる。
ヒプノ・バロン（Hypno Baron）
世界を恐怖に陥れようと暗躍する黒魔術師。『リスキーの復讐』でシャンティと対決し、『1/2 Genie Hero』では恐怖の魔物を呼び出すと言ったが召喚したのはスクイッド・バロンだった。
テクノ・バロン（Techno Baron）
金儲けのためなら環境破壊、乱獲、偽造品製造などを平気で行う卑劣な小柄のワニ。『海賊の呪い』で登場し、『1/2 Genie Hero』ではマーメイドを乱獲し、数が少なくなったら街の女性を片っ端から誘拐し、特殊な魚を下半身に銜えさせ偽造マーメイドとして売りさばいていた。
パイレーツマスター（Pirate Master）
『海賊の呪い』におけるキーパーソン。かつてはリスキィを手下にしていたが、給与未払を理由に彼女から離反されたという経緯を持つ。
ホリー・リンガービーン（Holly Lingerbean）
『1/2 Genie Hero』に登場。かつてスンマ・クム・ロード(Summa Cum Laude)として知られていた。シャンティが市長にお払い箱にされたことを機に、新しい用心棒になろうとしていたハーフ・ジーニーだが正体はある廃墟の記憶の化身。ペットに巨大ムカデ『ウィルバー』を飼っている。
彼女が消滅するとき、「不公平よー！（No fair!）」と叫ぶ。
DLCのリスキィ編では戦いの後で、「パーツが欲しいから道を空けな」と彼女に言われたときに断ったが、リスキィがティンカーバットに頭を殴られたとき、自分の事を忘れられて消滅した。

## 舞台
スカットル・タウン
シャンティ達が暮らす街。
ジーニーレルム
ジーニー達の住む世界。ジーニーレルムを通じてシャンティの能力を強化していく。同じジーニーの血を持つシャンティに必要であればジーニーの世界へ誘うことがある。

## 音楽
2002年のゲームボーイカラーでの1作目から、2016年の4作目『Shantae: Half-Genie Hero』までの音楽は一貫してJake Kaufmanが担当していたが、2020年の5作目『Shantae and the Seven Sirens』ではMark Sparling、サカモト教授、Gavin Allenの3人が楽曲を提供している。

## シャンティシリーズの要素が登場する作品
- メイドイン俺 - 著名人が作成したミニゲームを任天堂が配信する試み「Big Name Games」の一つとして、Matt Bozon制作による「Shantae NAB!」が配信された（日本では未配信）。内容は、画面左の木にしがみついているサルの姿のシャンティが、画面内で跳ねている宝石に飛びついてつかまえるというもの。なお、本編の『海賊の呪い』のNintendo Switch版には、この作品をアレンジしたミニゲーム「Super Shantae Nab!!」が収録されている[19]。
- Watch Quest! - WayForward TechnologiesがApple Watch向けのアプリとして発売した作品。シャンティとボロが冒険する簡易RPG的な内容[20]。
- Mutant Mudds Super Challenge（英語版） - 操作キャラクターの一人としてシャンティが登場[21]。
- Runbow - 操作キャラクターの一人としてシャンティが登場[22]。
- ブラスターマスター ゼロ - 操作キャラクターの一人としてシャンティが登場[23][24]。
- 大乱闘スマッシュブラザーズ SPECIAL - 操作キャラクターの能力を強化する要素「スピリッツ」の一種としてシャンティとリスキィ・ブーツが登場[25][26]。また、操作キャラクターの一人「Miiファイター（格闘タイプ）」の見た目をシャンティのように変えるコスチュームと『ハーフ・ジーニー ヒーロー』の楽曲「Neo Burning Town」のセットが発売された[27]。